# Tryserums församling
Tryserums församling var en församling i Linköpings stift inom Svenska kyrkan i Småland och Valdemarsviks kommun. Församlingen uppgick 1 januari 2010 i Valdemarsviks församling. 
Församlingskyrka var Tryserums kyrka.
Församlingen hade 2006 682 invånare.

## Administrativ historik

Församlingsvapen.

Församlingen har medeltida ursprung.
Församlingen var till 1972 moderförsamling i pastoratet Tryserum och Hannäs. Från 1972 till 2006 var församlingen moderförsamling i pastoratet Tryserum och Östra Ed. Från 2006 var församlingen annexförsamling i pastoratet Valdemarsvik, Gryt, Tryserum och Östra Ed. Församlingen uppgick 1 januari 2010 i Valdemarsviks församling.
Församlingskod var 056305.

## Kyrkoherdar
Lista över kyrkoherdar i Tryserums församling.
| Ämbetstid | Namn                        | Levnadstid | Kommentar                             |
| --------- | --------------------------- | ---------- | ------------------------------------- |
| 1340–1350 | Suno                        | –1350      | Curatus.                              |
| 1365      | Nicolaus                    |            | Curatus.                              |
| 1372–1396 | Henricus                    |            | Curatus.                              |
| 1398–1421 | Michael                     | –1421      | Curatus.                              |
| 1422–1453 | Paulus                      | –1453      |                                       |
| 1477      | Ericus                      |            |                                       |
| 1499–1517 | Michael                     |            |                                       |
| 1520      | Haraldus                    | –1520      | Curatus.                              |
| 1527      | Simon                       |            | Avsatt 1527.                          |
| 1527–1530 | Magnus                      | –1530      | Curatus.                              |
| 1531–1549 | Ingevallus                  | –1549      |                                       |
| 1550–1580 | Olavus Nicolai (Opförbacka) | –1580      |                                       |
| 1581–1602 | Petrus Haquini              | –1602      |                                       |
| 1603–1627 | Torstanus Spinke            | –1627      |                                       |
| 1627–1653 | Nicolaus Retzius            | 1594–1653  |                                       |
| 1655–1700 | Olavus Wigius               | 1610–1700  |                                       |
| 1702–1711 | Petrus Chryselius           | 1653–1711  |                                       |
| 1713–1745 | Nicolaus Falk               | 1679–1745  | Kontraktsprost.                       |
| 1746–1758 | Henric Jacob Sivers         | 1709–1758  | Prost och kontraktsprost.             |
| 1759–1788 | Erik Duræus                 | 1714–1788  | Prost och kontraktsprost.             |
| 1788–1825 | Niclas Daniel Atterbom      | 1745–1825  | Prost och kontraktsprost.             |
| 1826–1856 | Nils Häger                  | 1778–1856  | Kontraktsprost.                       |
| 1857–1865 | Carl Otto Rosin             | 1814–1885  | Senare kyrkoherde i Eds församling.   |
| 1868–1880 | Theodor Emanuel Ringberg    | 1831–1901  | Senare kyrkoherde i Ålems församling. |
| 1880–     | Per August Arnman           | 1844–1925  |                                       |
| 1968–1984 | Ivar Berglund               | 1925–      | Kontraktsprost.                       |

## Klockare och organister
| Ämbetstid | Namn                     | Levnadstid | Övrigt                              |
| --------- | ------------------------ | ---------- | ----------------------------------- |
| 1750      | Olof Eriksson            |            | Klockare                            |
| 1746–1790 | Elias Andersson Lindgren |            | Organist och klockare               |
| 1790–1813 | Anders Dalgren           | 1758–1813  | Organist                            |
| 1813–1826 | Charles Emil Dalgren     | 1795–1826  | Organist och klockare               |
| 1828–1845 | Per Kjellander           | 1789–1845  | Organist                            |
| 1845–1901 | Per Adolf Kjellander     | 1822–1902  | Organist                            |
| 1901–1914 | Seth Henning Carlstedt   | 1876–      | Organist, kantor och folkskollärare |
| 1915–1917 | Gustaf Natanael Korsfält | 1893–      | Kantor och folkskollärare           |